# جغرافیای جزایر سلیمان

موقعیت جزایر سلیمان در اقیانوسیه

جزایر سلیمان کشوری در جنوب غرب اقیانوس آرام است که در شرق پاپوآ گینه نو قرار دارد. کشور جزایر سلیمان جزوی از ملانزی به‌شمار می‌آید. این کشور نزدیک به ۱۹۰۰ کیلومتری شمال شرق استرالیا و حدود ۴۸۵ کیلومتری شرق پاپوآ گینه نو واقع شده‌است. این کشور به هفت استان و یک شهر تقسیم می‌شود.
مساحت این جزایر در مجموع ۲۸۸۹۶ کیلومتر مربع است، قابل مقایسه با مساحت آلبانی یا کمی کوچکتر از ایالت مریلند ایالات متحده. این مجمع الجزایر ۶۴۲۰۰۰ نفر جمعیت دارد (در سال ۲۰۱۵)، پایتخت و بزرگترین شهر هونیارا در جزیره گوادال‌کانال واقع است. این جزایر دارای آب و هوای موسمی استوایی است که در طول سال بسیار مرطوب است، میانگین دما در ۲۷ درجه سانتی‌گراد است.
منابع طبیعی جزایر سلیمان عبارتند از منابع فلزی شامل طلا، سرب، نیکل و روی. منابع دیگر عبارتند از بوکسیت و فسفات.
جزایر سلیمان طوفان‌های استوایی، زمین‌لرزه و سونامی را تجربه می‌کنند. فعالیت فوران مکرری در آتشفشان تیناکولا وجود دارد. مسائل زیست‌محیطی جزایر سلیمان شامل جنگل‌زدایی و فرسایش خاک است. بسیاری از صخره‌های مرجانی در این منطقه در حال مرگ هستند.

## جغرافیای فیزیکی
جزایر سلیمان دو زنجیره موازی از جزایر آتشفشانی و جزایر مرجانی کوچک در جنوب غربی اقیانوس آرام هستند. این کشور عمدتاً کوهستانی و پوشیده از جنگل است، اگرچه دارای دشت‌های وسیعی است. نزدیکترین همسایگان جزایر سلیمان وانواتو در جنوب شرقی و پاپوآ گینه نو در غرب هستند.
این کشور بیشتر زنجیره سلیمان‌ها را شامل می‌شود - به استثنای بوکا و بوگنویل، دو جزیره در انتهای شمال غربی این زنجیره که از نظر جغرافیایی به زنجیره سلبمان تعلق دارند اما از تظر سیاسی منطقه خودمختاری در پاپوآ گینه نو را تشکیل می‌دهند.
جزایر سلیمان به‌صورت مجمع‌الجزایری است که از قله‌های آشکار یک زنجیره کوه زیرآبی تشکیل شده‌است. این زنجیره از جزیره بوگنویل در پاپوآ گینه نو تا جزایر شمالی وانواتو امتداد دارد. کشور جزایر سلیمان جزایر مرکزی این زنجیره را پوشش می‌دهد. تقریباً تمام جزایر بزرگ‌تر منشأ آتشفشانی دارند و پوشیده از جنگل‌های بارانی مرطوب و رشته‌کوه‌هایی هستند که با دره‌های باریک قطع شده‌اند. بیشتر جزایر کوچکتر جزایر مرجانی کم‌ارتفاع هستند. جزایر سلیمان در منطقه انتقالی در امتداد لبه صفحات زمین‌ساختی اقیانوس آرام و استرالیا قرار دارد. زمین‌لرزه و فعالیت‌های آتشفشانی در منطقه رایج است.
هیچ دریاچه بزرگی در جزایر سلیمان وجود ندارد. چندین دریاچه کوچک از جمله دریاچه ته نگانو در این جزایر وجود دارد. رودخانه‌های کوتاه، باریک و سخت‌گذر جزایر سلیمان فقط با قایق‌رانی قابل تردد هستند. آبشار ماتانیکو در جنوب غربی پایتخت هونیارا در گوادال‌کانال واقع شده‌است. دو سوی این آبشار به داخل غاری پر از چکیده‌سنگ می‌ریزند.

## جزایر

ناهمواری‌های جزایر سلیمان.

جزایر اصلی این گروه بزرگ و ناهموار هستند و در کوه پوپوماناسو در گوادال‌کانال به ارتفاع ۲۳۳۰ متر می‌رسند. این جزایر در دو زنجیره موازی که جهت شمال غربی-جنوب شرقی دارند جای گرفته‌اند: زنجیره جنوبی شامل ولا لاولا، جزایر جورجیا جدید، ساوو و گوادالکانال است. زنجیره شمالی نیز شامل مالائیتا، شواسول و سانتا ایزابل است. زنجیره‌ها در سان کریستوبال (جزیره ماکیرا) به هم می‌رسند. جزایر سانتا کروز گروهی از جزایر کوچک هستند که در ۵۵۵ کیلومتری شرق گوادالکانال واقع شده‌اند. بزرگترین جزیره این گروه نندو است (که به آن جزیره ندنی یا جزیره سانتا کروز نیز می‌گویند). از نظر زمین‌شناسی، جزایر سلیمان بخشی از قوس آتشفشانی است که از ایرلند نو در پاپوآ گینه نو تا وانواتو امتداد دارد.
بخش عمده کشور جزایر سلیمان متشکل از جزیره‌های آتشفشانی کوهستانی مجمع الجزایر سلیمان است که شامل جزیره شواسول، جزایر شورتلند، جزایر جورجیای نو، جزیره سانتا ایزابل، جزایر راسل، جزایر نگگلا، تولاگی، مالائیتا، ماراماسیک، اولاوا، اواراها (سانتا آنا)، ماکیرا (سان کریستوبال)، و جزیره اصلی گوادال‌کانال می‌شوند. جزایر سلیمان همچنین شامل آب‌سنگ‌های کم‌ارتفاعی مانند سیکایانا، جزیره رنل بلونا، جزایر سانتا کروز و مناطق دورافتاده کوچک، تیکوپیا، آنوتا و فاتوتاکا است.
آتشفشان‌هایی با درجات مختلف فعالیت در برخی از جزایر بزرگتر قرار دارند، در حالی که بسیاری از جزایر کوچکتر به صورت آبسنگ‌های حلقوی هستند که پوشیده از شن و درختان نخل است.
بررسی اولیه تنوع زیستی دریایی در جزایر سلیمان که در سال ۲۰۰۴ انجام شد، ۴۷۴ گونه مرجان دریایی را در سلیمان یافت به اضافه ۹ گونه که می‌توانند برای علم جدید باشند. این دومین تنوع مرجانی در جهان است که پس از جزایر راجه آمپات در شرق اندونزی در رتبه دوم قرار دارد.

## آب و هوا
جزایر سلیمان دارای آب و هوای موسمی گرمسیری با دمای بسیار کمی است. نوامبر تا مارس گرم‌ترین دوره است، در حالی که از آوریل تا اکتبر خنک‌تر و خشک‌تر است. به‌طور معمول، دمای روز بین ۲۵ درجه سانتی‌گراد تا ۳۲ درجه سانتی‌گراد و دمای شب از ۳ تا ۵ درجه سانتی‌گراد متغیر است. بادهای موسمی شمال غربی، که هوای گرمتر و مرطوب‌تری را به همراه دارد، از نوامبر تا مارس ادامه دارد. طوفان‌ها اغلب از دریای مرجان و منطقه سلیمان شروع می‌شوند، اما اغلب از خود جزایر دور می‌شوند. میانگین بارندگی سالانه ۳۰۵ سانتی‌متر است. میانگین رطوبت نزدیک به ۸۰ درصد است.
در جزایری که دارای ارتفاعات اندرونی هستند، بارندگی در دامنه‌های در معرض باد بیشتر و در دامنه‌های محافظت‌شده کمتر است. به‌طور خاص، در جزیره گوادال‌کانال، آتشفشان‌هایی مانند کوه پوپوماناسو با ارتفاع ۲۳۳۵ متر وجود دارد که در طول فصل سردتر از دامنه‌های شمالی در برابر بادهای بسامان محافظت می‌کند؛ بنابراین، در هونیارا، در سمت شمالی، کمتر از ۱۵۰ میلی‌متر (۶ اینچ) باران از ماه مه تا اکتبر می‌بارد. در اینجا، میزان بارندگی از ۲۲۰۰ میلی‌متر (۸۷ اینچ) در سال بیشتر نیست که حداکثر آن در ماه مارس است که معمولاً مرطوب‌ترین ماه در تمام جزایر است.
یکی دیگر از جزیره‌های کوهستانی کولومبانگارا است که در آن کوه وو با ارتفاع ۱۷۶۸ متر (۵۸۰۱ فوت) قرار دارد: در اینجا نیز تفاوتی در دوره بادهای بسامان (تجاری) وجود دارد، بین سمت شمالی که بیشتر پناه گرفته‌است و سمت جنوبی که بیشتر در معرض خطر است. بادهایی که قادر به ایجاد ابرهای بارانی هستند.